# إلزه أيشنجر
إلزه أيشنجر (بالألمانية: Ilse Aichinger) (1921 - 2016)، أديبة نمساوية حازت جائزة الأدب النمساوية تقديرا لأعمالها الأدبية والثقافية. وقد طرقت أيشنجر المتزوجة من الأديب الألماني جونترا أنبي مجال الأدب والابداع للمرة الأولى عام 1948م وعاشت مدة طويلة من حياتها في مدينة فرانكفورت الألمانية. توفيت في فيينا يوم 11 نوفمبر 2016 عن عمر ناهز 95 عامًا.
فيينا ، النمسا

## وصلات خارجية
- إيليس أيشنجر على موقع IMDb (الإنجليزية)
- إيليس أيشنجر على موقع الموسوعة البريطانية (الإنجليزية)
- إيليس أيشنجر على موقع مونزينجر (الألمانية)